# Loxornis clivus
Loxornis clivus — викопний вид птахів невстановленого систематичного положення, який існував в олігоцені у Південній Америці. Скам'янілі рештки виду знайдені в Аргентині.